# Huolongjing

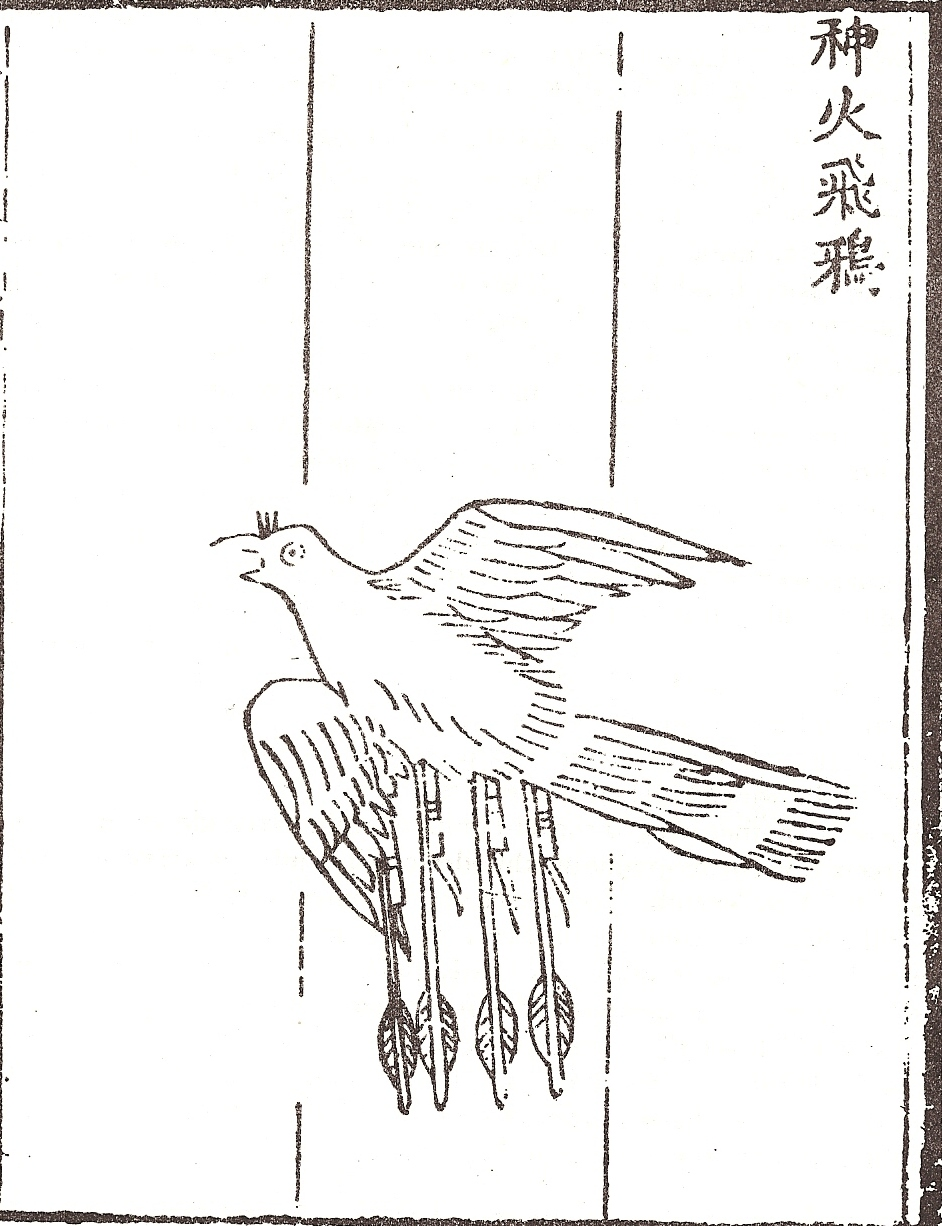
El "corb diví de foc" (shen huo fei ya), una bomba cohet aerodinàmica amb ales mostrada al Huolongjing

Huolongjing (en xinès tradicional 火龍經; en xinès simplificat 火龙经; en pinyin Huǒ Lóng Jīng; Wade-Giles: Huo Lung Ching; traduïble al català com a Manual del Drac de Foc), també conegut com a Huoqitu (“Il·lustracions d'Armes de Foc”), és un tractat militar del segle xiv compilat i editat per Jiao Yu i Liu Bowen, habitants del principi de la dinastia Ming (1368–1683). Huolongjing es basa principalment en el text conegut com a Huolong Shenqi Tufa (Il·lustracions de les Màquines de Foc de Drac Diví), el qual s'ha perdut.

## Història
La funció pensada per al Huolongjing era servir com a guia per a armes de foc que utilitzen pólvora des del 1280 fins a mitjan segle xiv.
Encara que l'edició més recent de Huolongjing fou publicada a Xiangyang abans de 1395, el seu prefaci no va ser inclòs fins a la publicació de Nanyang de 1412. L'edició del 1412, coneguda com a Huolongjing Quanji (Col·lecció completa del Manual del Foc de Drac), roman principalment sense cap canvi des de l'edició predecessora amb l'excepció del prefaci, el qual dona testimoni del temps de Jiao Yu en l'exèrcit de l'emperador Hongwu. En el prefaci, Jiao Yu afirma descriure les armes de pólvora que havien sigut utilitzades des del 1355 durant el seu involucrament a la Revolta dels turbants vermells i la revolta contra la dinastia Yuan, mentre els materials més antics trobats en el text daten del 1280.
Un segon i tercer volum del Huolongjing coneguts com a Huolongjing Erji (Volum 2 del Manual de Foc de Drac) i Huolongjing Sanji (Volum 3 del Manuel de Foc de Drac) foren publicats el 1632 amb contingut descrivint armes com el mosquet i canons de càrrega en la culata. Després del final de la dinastia Ming, la dinastia Qing prohibí les impressions de Huolongjing per l'ús d'expressions com 'bàrbars del nord', les quals ofenien l'elit governant dels manxú.

## Continguts

### Pòlvora i explosius
Encara que la seua força destructiva era àmpliament coneguda pel segle xi, la pólvora continuà sent coneguda com a "fàrmac de foc" (huo yao) per les seues propietats farmacèutiques pel que se li donava un ús inicialment. Així i tot, poc després que la fórmula química fora escrita al Wujing Zongyao el 1044, l'evidència de l'interferència estatal en els usos de la pólvora van començar a realitzar-se. Adonant-se de les aplicacions militars de la pólvora, la cort dels Song prohibí les transaccions privades que involucraren sofre i salpetre en 1067 malgrat l'ús estés del salpetre com a potenciador del sabor, i es mobilitzà per monopolitzar la producció de pólvora. El 1076 els Song prohibiren a les poblacions de Hedong (Shanxi) i Hebei vendre sofre i salpetre a estrangers. El 1132 la pólvora era utilitzada específicament pels seu valor militar per primera vegada i va ser anomenada "medicina de bomba de foc" en compte de "medicina de foc".
Mentre les fórmules de pólvora xineses de finals del segle xii i d'almenys del 1230 eren prou podersoes per a detonacions explosives i rebentar carcasses de ferro llençades, la pólvora era potenciada quan s'aplicava l'enriquiment de sofre d'extractes de pirita. Les solucions de pólvora xineses arribaren al potencial màxim en el segle xiv i almenys sis fórmules són considerades òptimes per crear pólvora explosiva, amb nivell de nitrat d'entre el 12% i el 91%. Evidència de manufactura d'armes de pólvora de gran escala explosiva començaren a aparèixer. Mentre estaven en guerra amb els mongols el 1259, l'oficial Li Zengbo escrigué al seu Ko Zhai Za Gao, Xu Gao Hou que la ciutat de Qingzhou estava fabricant d'entre un i dos milers de bombes d'estoig de ferro fort per mes, i els entregaven a Xiangyang i Yingzhou carregar d'entre 10 i 20 milers de bombes alhora.
La principal contribució del Huolongjing' a la pólvora va ser l'expensió del seu paper com a arma química. Jiao Yu proposà diverses composicions de pólvora afegint a l'estàndard fet de nitrat de potassi, sofre i carbó vegetal. Estan descrites les aplicacions militars de la "pólvora divina", la "pólvora verinosa" i la "pólvora que crema i encega". La pólvora verinosa per bombes llançades amb la mà o amb trabuquet fou creada utilitzant una mescla de oli de tung, orina, salmiac, merda i suc de ceba tendra escalfat i cobert sobre boletes de ferro i porcelana trencada. Segons Jiao Yu, "fins i tot les aus volant per l'aire no poden escapar dels efectes de l'explosió".
Entre els aparells explosius s'inclouen "bomba divina d'arena voladora que allibera deu milers de flames", que consistia en un tub de pólvora posat dins una olla de fang cuit plena d'òxid de calci, resina i extractes d'alcohol de plantes verinoses.

### Fletxes en flames i coets
Jiao Yu anomenà les primeres fletxes en flames llençades amb arc (no llançadores de coets) "magrana feroç disparada amb arc" per les boletes plenes de pólvora embolcallades amb paper al voltant de la fletxa baix la punta metàl·lica que semblaven la forma d'una magrana. Aconsellava que s'utilitzara un troç de tela de cànem per a reforçar el muntó de paper i es tancara amb resina de pi fosa. Malgrat que va descriure la fletxa de foc amb gran detall, ja va ser mencionada molt abans per Xia Shaozeng, quan 20.000 fletxes de foc foren entregades als conqueridors de la dinastia Jin (1115–1234) de la ciutat de Kaifeng el 1126. Un text més antic, el Wujing Zongyao (武经总要, "Col·lecció de les Tècniques Militars Més Importants"), escrit el 1044 pels acadèmics de la dinastia Song Zeng Gongliang i Yang Weide, descrigueren l'ús de l'arxibalista de triple molla o de triple arc que disparava fletxes de foc que contenien pólvora. Malgrat que està escrit el 1630 (segona edició del 1664), el Wulixiaoshi de Fang Yizhi deia que les fletxes de foc foren presentades a l'emperor Taizu (dinastia Song) el 960. Fins i tot després de la invenció del coet a la Xina, la fletxa de foc continuà sent utilitzada i mai fou descartada totalment, tal com es coneix perquè durant la Segona guerra de l'opi els xinesos dispararen fletxes de foc contra els francesos el 1860.
Quan era l'època de Jiao Yu, el terme "fletxa de foc" havia pres un nou significat i també era referit com un dels primers coets trobats a la Xina. La transició senzilla d'açò va ser l'ús d'un tub buit en compte d'un arc o una balista disparant fletxes en flames impregnades de pólvora. L'historiador Joseph Needham escrigué que aquest descobriment ocorregué abans que Jiao Yu durant el final de la dianstia Song meridional (1127–1279). De la secció dels passatges més antics del Huolongjing, el text diu:
"Hom utilitzà un pal de bambú de 1,28 metres de llarg, amb una punta de fletxa de ferro o acer de 1,37 de llarg...darrere del plomatge hi ha un pes de ferro de 0,12 de llarg. Al davant hi ha un tub de cartró unit al pac, on la pólvora creixent és pegada foc. Quan vols disparar-lo, utilitzes una estructura en forma de drac, o altra cosa convenient com un tub de fusta o bambú per contenir-lo."
A final del segle xiv, el tub de llançament de coets va ser combinat amb la llança de foc. Aquest implicava tres tubs units al mateix bastó. Mentre el primer tub de coet era disparat, una càrrega era encesa al tub principal el qual expulsava una pols lacrimògena cegadora cap a l'enemic, i finalment el segon coet era disparat. Una il·lustració d'açò apareix en el Huolongjing, i una descripció de la seua efectivitat a ofuscar la localització dels coets de l'enemic és donada. El Huolongjing també descriu i il·lustra els dos tipus de llançacoets muntats que disparaven múltiples projectils. Hi havia una cistella llançacoets cilíndric anomenada "Senyora Cistella disparadora de fletxes de coets Mirant-a-dos-llocs", i també hi havia una caixa llançacoets amb una rectangular amb una secció oblonga conegut com "el bloc deví de fletxa-coet". Els coets descrits descrits en el Huolongjing no tots tenien la forma estàndard de fletxes de foc i alguns tenien ales artificials unides. Una il·lustració mostre que les aletes foren utilitzades per a augmentar l'estabilitat aerodinàmica per al vol del coet, la qual segons Jiao Yu pot arribar a alçar-se centenars de peus abans d'aterrar a l'enemic designat.
El Huolongjing descriu també i il·lustra els coets multitram més antics que es coneixen; aquest va ser el "drac de foc eixint de l'aigua" (huo long chu shui), el qual era sabut que fou utilitzat per la força naval xinesa. Es un coet de dos trams que tenien una bossa o acceleradors que automàticament encendrien un nombre de fletxes-coet xicotetes que eren disparades pel danat del projectil, el qual tenia forma de cap de drac amb una boca oberta, abans de consumir-se. Aquest coet multitram és considerat per alguns historiadors com l'antecedent de les municions modernes de carràs. Needham diu que el material i les il·lustracions escrites sobre aquest coet venen de la part més antiga del Huolongjing, la qual pot ser datada per la primera mitat del segle xiv per la pàgina 23 del capítol 3 de la part 1 del llibre.

### Llança de foc
La llança de foc o tub de foc—una combinació d'arma de foc i llançaflames— havia sigut adaptada i canviada en diverses formes quan Jiao Yu edità el Huolongjing. La representació més primerenca d'una llança de foc és datada c. 950, una pintura xinesa sobre un pendó de seda trobat a un temple budista de Dunhuang. Aquestes primeres llances de foc estaven fetes de tubs de bambú, però els canons de metall van aparèixer el segle xiii, i disparaven flames amb pólvora junt els projectils que volen junt a la llança com eren els trosos xicotets de porcelana o de metall. Els primers canons de metall no foren dissenyats per suportar pólvora amb alta dosi de nitrat i un projectil que plenaven el cilindre; al contrari, estaven dissenyats per a llances de foc llançaflames amb poc de nitrat que disparava xicotets míssils que volaven alhora. Aquest invent fou anomenat el "canó penetrant que colpeja bandolers" (ji zei bian chong). Alguns dels llançaflames de pólvora amb poc nitrat utilitzaven mescles verinoses com l'òxid d'arsènic(III), i disparava un doll de trosos de porcelana com a metralla. Altra llança de foc descrita al llibre era l'anomenada grapat de lotus que disparava fletxes acompanyades d'un esclat ferotge. A més de les llances de foc, el Huolongjing il·lustra també un escut alt, vertical i mòbil utilitzat per amagar i protegir la infanteria, conegut com "l'escut-espasa ferotge de flames que trenca falanges movent-se misteriosament". Aquest escut gran i rectangular deuria anar muntat en reodes amb cinc files de sis forats circulars en cada on les llances de foc serien col·locades. El propi escut seria acompanyat per soldats espadatxins a cada costat per protegir qui disparaven.

### Bombardes, canons i armes
A la Xina, el primer disseny de canó mostrat en una obra d'art fou una escultura de pedra datada el 1128 trobada a la província de Sichuan. El canó existent més antic que continga una inscripcií és un canó de bronze xinès amb la data gravada "Segon any de l'era Dade, dinastia Yuan" (1298). El canó existent més antic que està confirmat és el canó de mà de Heilongjiang, datat en el 1288 utilitzant evidència contextual. En el Història de Yuan es registra que l'any que la rebel·lió del príncep mongol cristià Nayan començà i el comandant Jurchen Li Ting qui, junt una brigada coreana reclutada per Khublai Khan, suprimí la rebel·lió de Nayan mitjançant l'ús de canons de mà i bombardes portàtils.
El predecessor del canó de metall estava fet de bambú, el qual fou registrat en ús per un comandant xinès de guarnició a Anlu, a la província de Hubei, l'any 1132. Una de les primeres referències de la força destructiva d'un canó a la Xina fou feta per Zhang Xian el 1341, amb el seu vers conegut com L'assumpte del canó de ferro. Zhang escrigué que la seua bola de canó podia "travessar el cor o la panxa quan li pega a un home o un cavall, i pot fins i tot travessar diverses persones alhora". Jiao Yu descriu el canó, anomenat l'"eruptor", com un aparell de bronze fos que tenia una llargària mitjana de 53 polzades (130 cm). Va escriure que alguns canons eren simplement plenats amb quasi cent boles de plom, però altres, anomenats "eruptors del tro del núvol volador" (飞云霹雳炮; feiyun pili pao) tenien grans trets que produïen una càrrea explosiva al impactar. La munició consistia en carcasses buides de ferro fos plenes de pólvora per crear un efecte explosiu. També mencionà un "eruptor de boira verinosa de fum diví", que s'empaquetava "pólvora cegadora" i "pólvora verinosa" en carcasses buides usades per a cremar les cares i els ulls dels enemics, a més d'ofegar-los amb una ruixada formidable de fum verinós. Els canons eren muntats sobre marcs o en carros amb rodes perquè pogueren ser rotats per canviar de direcció.
El Huolongjing també conté una arma de mà d'òrgan de fins a deu canons. Per a l'"arma-llança que sosté un llumí" (chi huo–sheng qiang), descrivia la seua disposició com un llumí baixat al punt on ocorre la combustió (el fogó) per disparar de tres canons de l'arma, una seguida de l'altra. Durant el regnat de l'emperador Yongle (1402–1424), els Shenjiying, un cos militar especialitzat, era part d'una força de cavalleria que utilitzava tubs plens de materials inflamables enfudats als seus costats, i també una divisió d'infanteria d'armes de foc que portava artilleria lleugera de mà i el seu transport, incloent la manipulació del transport de les armes.

### Mines terrestres i mines marítimes
El primer ús registrat de mines terrestres va ser el 1227 quan l'oficial Lou Qianxia de la dinastia Song tardana, qui és acreditat amb la seua invenció, les va utilitzar per matar soldats mongols. Jiao Yu escrigué que les mines terrestre eren esfèriques, fetes de ferro fos, i els seus detonadors eren encesos pels moviments de l'enemic alterant un mecanisme desencadenador. Malgrat que el llibre no elabora sobre el mecanisme desencadenador, sí menciona l'ús de rodes d'acer com a part del mecanisme. Un llibre del final de la dinastia Ming del 1606 també repetia l'ús d'un sistema que utilitza una agulla que allibera, deixant caure pesos, amb cordes i eixos que treballen per fer rotar una roda d'acer que actuava com a pedrenyal que feia espurnes per a encendre els detonadors de les mines baix terra. Per a l'ús de les mines marítimes, ell va escriure que es cremaven lentament vares d'encens que eren amagades i fetes explotar en un temps controlat controlat contra naus enemigues properes:
La mina del mar anomenada 'rei drac submarí' està fet de ferro forjat, i transportat en una taula de fusta (submergida), [apropiadament amb llast fet de pedres]. La (mina) és tancada en una bufeta de bou. La seua subtilesa es troba que un encens finet flota per damunt de la mina en un contenidor. La ignició d'aquestes barres d'encens determina el moment que el detonador és encés, però sense aire la seua brillantor desapareixeria, així el contenidor és connectat amb la mina per un tros (llarg) d'intestí de cabra (a través del qual passa el detonador). A la part superior de l'extrem la (barra d'encens del contenidor) es manté flotant per (una disposició de) plomes d'oca i ànec salvatge, perquè es moga amunt i avall amb les ones de l'aigua. En una (nit) obscura la mina és enviada aigües avall (cap als vaixells dels enemics), i quan les barres d'encens s'han cremat fins al detonador, ocorre una gran explosió.
En el tractat posterior Tiangong Kaiwu ("L'explotació de les obres de la natura"), escrit per Song Yingxing en 1637, la bufeta de bou descrita per Jiao Yu és substituïda per una bossa lacada i una corda atreta des d'un lloc ocult en una costa propera, el qual posaria en marxa un mecanisme que dispara amb una roda d'acer que actua com a pedernal per a encendre el detonador de la mina marina.

## Llegat
Quan els portuguesos arribaren a la Xina a principis del segle xvi, no foren impressionats amb les armes de foc xineses comparades a les pròpies. Amb l'evolució a partir dels primers arcabussos europeus al pany de metxa i el pany de roda, i l'arribada del mosquet de fusell d'espurna del segle xvii, van superar el nivell de les primeres armes de fic xineses. Illustrations of Ottoman and European riflemen with detailed illustrations of their weapons appeared in Zhao Shizhen's book Shenqipu of 1598,
Els models d'armes del segle xvi que carregaven amb la culata entraren a la Xina al voltant de l'any 1517 quan Fernão Pires de Andrade arribà a la Xina. However, ell i l'ambaixada portuguesa foren rebutjats, ja que els problemes en les relacions entre els Ming i Portugal foren exacerbades quan el Sultanat de Malacca, un estat tributari dels Ming, fou invaït el 1511 pels portuguesos baix les ordres d'Afonso de Albuquerque, i en el procés una gran establida comunitat mercantil xinesa fou massacrada. El Sultatnat de Malacca envià als Ming una súplica d'ajuda però cap expedició d'ajuda fou enviada. El 1521 els portuguesos foren expulsats de la Xina per la força naval dels Ming en un conflicte conegut com la batalla de Tunmen.